# Анфалиха
Анфалиха — деревня в Харовском районе Вологодской области.
Входит в состав Кумзерского сельского поселения, с точки зрения административно-территориального деления — в Кумзерский сельсовет.
Расстояние по автодороге до районного центра Харовска — 52 км, до центра муниципального образования Кумзера — 3 км. Ближайшие населённые пункты — Крюковская, Терениха, Цариха.
По переписи 2002 года население — 6 человек.